# Манітоба
Маніто́ба (англ. Manitoba у перекладі з крі: «Протока Великого Духа-Маніту», МФА: [ˌmænɨˈtoʊbə]) — канадська провінція, розташована в центрі країни в регіоні Канадські Прерії. Провінція переважно рівнинна, на її території нараховується більше 110 тисяч озер. Для Манітоби притаманний континентальний клімат.
В провінції проживає більше 1 200 000 осіб. Основною галуззю економіки провінції є сільське господарство, переважно, зосереджене в родючих південній та західній частинах провінції. Крім того, в провінції розвинені транспорт, гірничодобувна та обробна промисловість, лісове господарство, енергетика, туризм.
Торговці хутром вперше прибули в цю місцевість в кінці XVII століття. Основне заселення відбувалося в останній третині XIX століття і першої третини XX століття. 1870 року після повстання на Ред-Рівер Манітоба відділилася від Північно-Західних територій і стала окремою провінцією Канади. 1919 року у Вінніпезі пройшов загальний страйк. Важкий економічний стан під час Великої депресії призвів до виникнення однієї з головних політичних партій провінції — Нової демократичної партії Манітоби.
Столицею Манітоби є Вінніпег. У ньому розташовуються провінційні уряд, Законодавчі збори, Апеляційний суд. Місто є найбільшим в провінції, в ньому проживає більше 630 тисяч чоловік. Манітоба — один з найважливіших центрів української культури за межами України. У місті Гімлі проживає найбільша ісландська громада за межами самої Ісландії.

## Географія

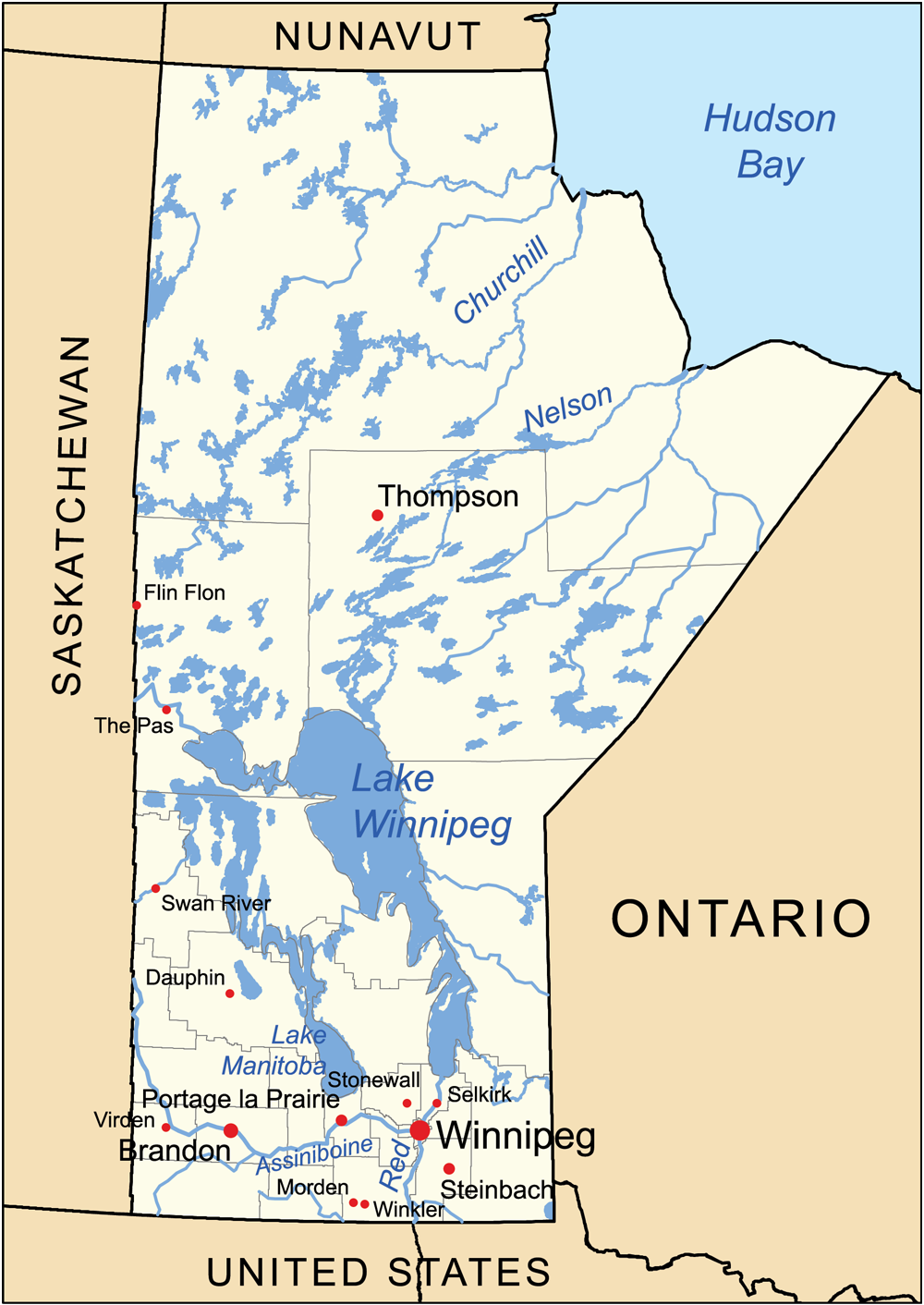

Манітоба межує з провінціями Онтаріо на сході та Саскачеван на заході, з територією Нунавут і Північно-Західними територіями на півночі, а також американськими штатами Північна Дакота і Міннесота на півдні, а на північному сході омивається Гудзоновою затокою.

### Гідрографія
У провінції є морська берегова лінія по Гудзоновій затоці, більше 110 тисяч озер займають близько 15,6 % території, або 101 593 км² поверхні. Основними озерами Манітоби є озеро Манітоба, Вінніпегосіс, Сідар і озеро Вінніпег, десяте за розміром прісноводне озеро в світі. Деякі землі індіанців і тайга на східному боці озера Вінніпег є кандидатами до списку Всесвітньої спадщини ЮНЕСКО. Найбільші річки провінції — Ред-Рівер, Ассінібойн, Нельсон, Вінніпег, Хейс, Вайтшелл і Черчилл. Значні території заселеного півдня провінції колись були частиною доісторичного льодовикового озера Агассис. У цьому регіоні, зокрема, в долині Ред-Рівер, місцевість пласка і родюча; є горбисті і кам'янисті ділянки на всій території краю, які були залишені відступаючими льодовиками.

### Рельєф
Гора Болді — найвища точка в провінції — 832 метри над рівнем моря, а узбережжя Гудзонової затоки є найнижчою точкою. Гори Райдінг, пагорби Пембіна та Канадський щит — піднесеними районами. Більша частина провінції — північні та східні області — лежить на гранітному Канадському щиті. Щит переважно складається з піднесеної горбистої місцевості і містить багато озер і річок, що активно використовуються для виробництва електроенергії. Щит також охоплює низини поблизу Гудзонової затоки. На території Канадського щита неможливо підтримувати інтенсивне сільське господарство, хоча існують натуральне сільське господарство і малі молочні ферми в багатьох долинах річок та навколо озер, особливо в південних регіонах. Тайга охоплює більшу частину щита. Регіон Канадського щита відомий своїми великими запасами корисних копалин. Малі складки місцевості Манітоби були сформовані під час відступу льодовика Вісконсин в кінці останнього льодовикового періоду. Більша частина низовини Агассис, найбільші озерні рівнини в Північній Америці (286000 км²), сільськогосподарські угіддя через плоский характер місцевості вимагає великої системи дренажу.

### Клімат

Торнадо в Манітобі

Для Манітоби характерний різко континентальний клімат, температура і середньорічна кількість опадів, в цілому, скорочуються з півдня на північ, а опади зменшуються зі сходу на захід. Манітоба далека від пом'якшувального впливу обох гірських хребтів: Кордильєр і Аппалачів і великих водойм, а також через переважно рівнинний пейзаж, вона відкрита для холодних мас арктичного повітря високого тиску з північного заходу протягом січня і лютого. У літній час повітряні маси часто виходять з південної частини Сполучених Штатів, а тепле вологе повітря йде на північ від Мексиканської затоки.
У південних частинах провінції, розташованих на північ від коридору торнадо, щороку бувають сильні торнадо. 2006 року було зареєстровано п'ятнадцять таких випадків. 22 і 23 червня 2007 року також були відзначені торнадо, найбільшим з яких був смерч п'ятого рівня по Шкалі Фудзіти, який зруйнував кілька районів Елі. Це був найсильніший смерч, офіційно зареєстрований в Канаді.
Кожне літо відзначається перевищенням температури в 30 °C. Місту Карман належить рекорд за найвищим індексом температури з урахуванням вологості в Канаді — 53,0.
| місто            | липня (°C) | січня (°C) |
| ---------------- | ---------- | ---------- |
| Пірсон           | 27/12      | -11/-21    |
| Вінніпег         | 26/13      | −13/−20    |
| Портедж-ла-Прері | 25/13      | −12/−23    |
| Дофін            | 25/12      | −12/−23    |
| Брендон          | 25/11      | −13/−24    |
| Де-Па            | 23/12      | −16/−26    |
| Томпсон          | 23/9       | −19/−31    |
| Черчилл          | 17/7       | -23/-31    |

За даними Міністерства навколишнього середовища та екології Канади, Манітоба займає перше місце за кількістю безхмарних днів протягом року, друге місце — за ясними днями в літній час, і є найбільш сонячною провінцією в зимовий та весняний періоди. У місті Портедж-ла-Прері спостерігається найбільша кількість сонячних літніх днів у країні, Вінніпег займає друге місце за ясними днями впродовж року і є другим сонячним містом в Канаді, переважно, взимку і навесні. Для південної Манітоби характерний довгий безморозний сезон від 125 до 135 днів в долині Ред-Рівер. Північні землі провінції (включаючи місто Томпсон) знаходяться в зоні субарктичного клімату. Цей регіон характеризується довгою і дуже холодною зимою і коротким, теплим літом, з невеликою кількістю опадів. Вночі температура опускається аж до −40 °C і морози стоять кілька днів, щозими.
Південь провінції Манітоба (у тому числі місто Вінніпег) знаходиться у вологій зоні континентального клімату. Для цього району характерна холодна і вітряна зима з частими хуртовинами через відкритий характер місцевості і спекотне літо, яке в цьому регіоні є самим вологим в області прерій, з помірною кількістю опадів. Південний захід Манітоби сухіший і більше схильний до посух, ніж інші частини півдня провінції. Цей район характеризується холодною та вітряною зимою і частими хуртовинами через відкритості ландшафту. Літо, як правило, тепле та спекотне, з низькою та помірною вологістю.

### Флора і фауна

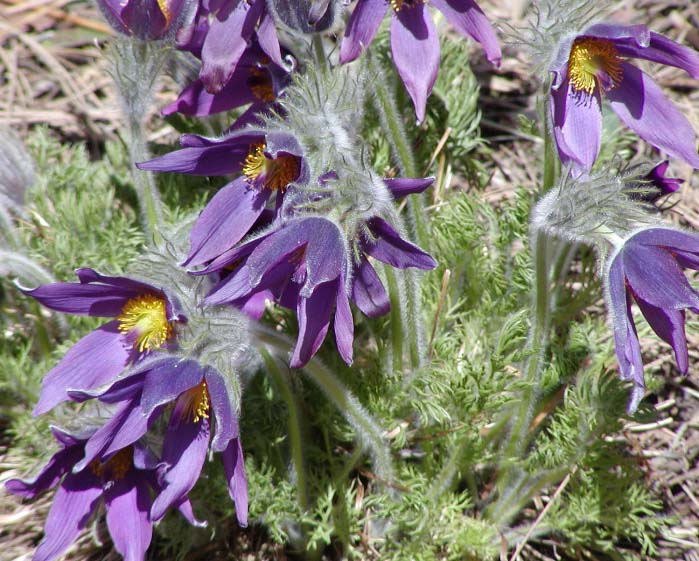
Офіційна квітка Манітоби — Сон-трава (Pulsatilla vulgaris)

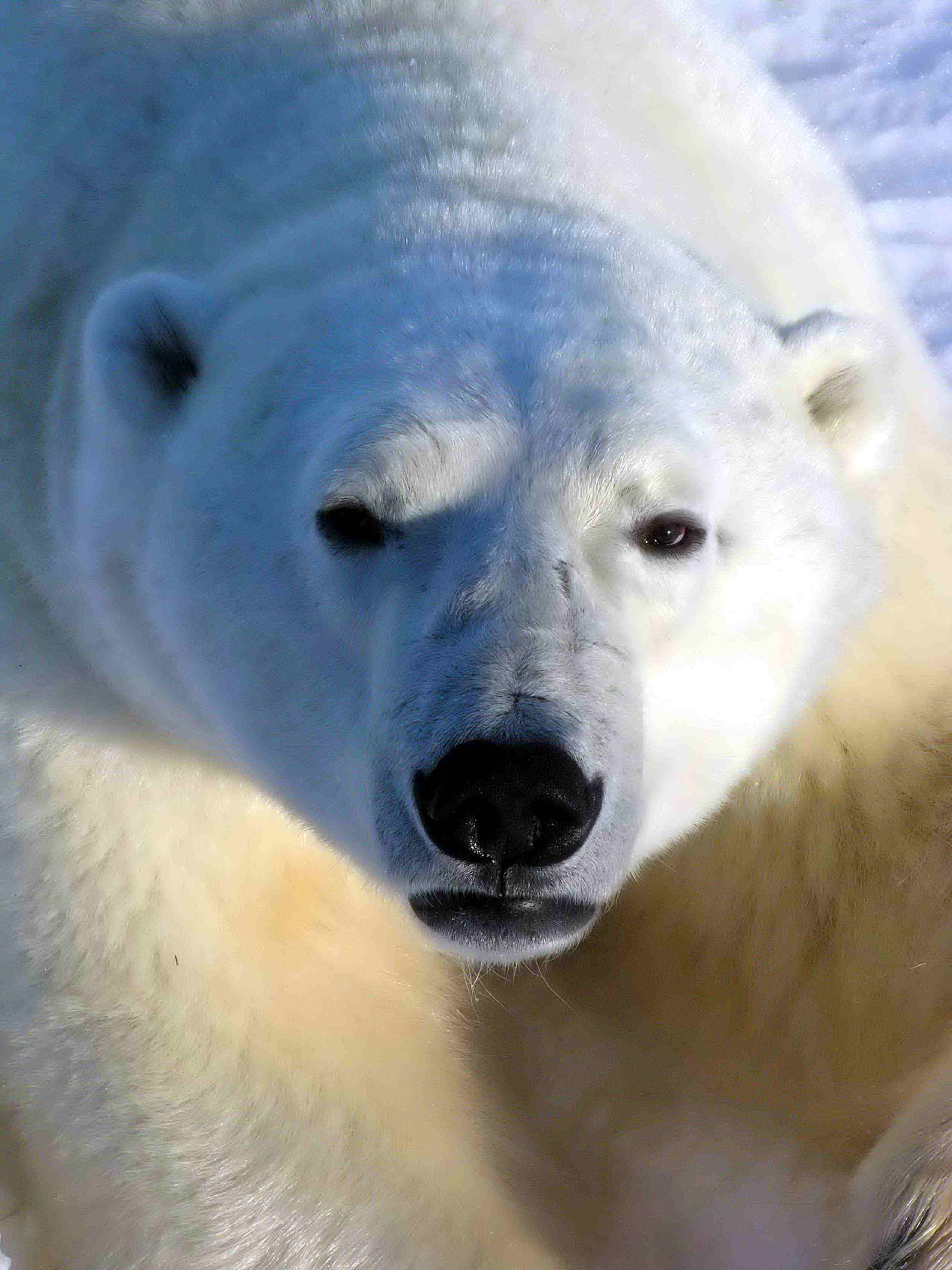
Білі ведмеді зустрічаються на півночі провінції

Східні, південно-східні та північні райони провінції покриті бореальними хвойними лісами, болотами і невеликою ділянкою тундри на узбережжі Гудзонової затоки. Ліси займають близько 263000 км², або 48 % від площі провінції. Ліси складаються з сосни, ялини, модрини, тополі, берези і невеликих осередків туї західної (званої в тих місцях білим кедром). Високотравні прерії домінують в південній частині провінції.
Манітоба є ареалом проживання різних видів тварин. Область Черчилл, де особливо численна популяція білого ведмедя, часто називають «Ведмежою столицею». Інші великі тварини, такі як лосі, олені, вовки, водяться по всій провінції, особливо в провінційних та національних парках. У Манітобі живе більше 145 видів птахів, у тому числі бородата сова, офіційний птах провінції, а також сапсан, що знаходиться під загрозою зникнення. В озерах Манітоби мешкає 18 видів промислових риб, зокрема, форель і щука, а також безліч дрібних риб.

### Екологія
Міністерство охорони навколишнього середовища Манітоби відповідає за екологічний стан провінції. У Манітобі існує мережа провінційних охоронних природних парків, крім того існує ряд урядових програм, покликаних захистити навколишнє середовище від забруднень. Є також провінційна програма висаджування 5000000 дерев за 5 років. У Манітобі відносно благополучна екологічна ситуація, оскільки в провінції немає важкої промисловості, основними забруднювачами довкілля є тваринницькі комплекси.
Але існує і ряд проблем з екологією.
В 2000 у організація Rural Groundwater Quality Initiative провела експертизу якості підземних вод у сільській місцевості шляхом випадкової вибірки 1000 свердловин; було виявлено, що 43 % з цих свердловин не виконали канадських нормативів якості питної води. Те ж дослідження показало, що 16 % свердловин перевищували нормативи для нітратів. Вчені з Університету Манітоби зробили висновок про те, що необхідно від 4 до 6 разів більше землі, ніж є в даний час, для безпечної переробки рідких відходів свиноферм. Накопичення фосфору і поширення його під час дощів і танення снігу є одним з основних джерел живлення синьо-зелених водоростей в озері Вінніпег. 2005 року запит Freedom of Information показав, що більше половини з гнойових сховищ провінції, в яких встановлені наземні системи моніторингу вод, мають витік.

## Історія

### Етимологія назви
Назва провінції можливо пов'язана з назвою озера Манітоба. Існують ще декілька теорій, що пояснюють походження назви. Перша говорить, що це слово походить від ассінібойнської мови; слів «міні» і «тобу», які означали «озеро в преріях». Згідно другої теорії походження слова сходить до мови крі, до слова «маніотапу», яке означало глухий звук, видаваний хвилями, — від зіткнення хвиль озера Манітоба з галькою. Цей шум породив легенду, що це звук, видаваний духом (Маніту), що б'є в барабан.

### Індіанці і європейська колонізація
Географічний район сучасної провінції Манітоба був населений людьми невдовзі після останнього льодовикового періоду. Льодовики відступили на південному заході близько 10 тисяч років тому. Першим був заселений сучасний округ Тертл Маунтін. Оджибва, крі, атабаски, сіу і ассінібойни будували поселення і вступали в торгівлю з іншими племенами. На півночі провінції видобувався кварц для наконечників стріл. Вперше сільське господарство в провінції Манітоба з'явилося вздовж Ред-Рівер, де вирощувалися кукурудза та інші культури.

Історичний прапор компанії Гудзонової Затоки

В 1611 році Генрі Гудзон став одним з перших європейців, що плавали в Гудзоновій затоці, де він був залишений своїм екіпажем. Перші європейці на чолі з сером Томасом Баттоном досягли сучасних центральної і південної частин провінції Манітоба, потім вони пройшли вгору за течією річки Нельсон до озера Вінніпег в 1612 році в безуспішній спробі знайти і врятувати Гудзона. Британський корабель «Нонсуч» досліджував Гудзонову затоку в 1668–1669  роках , ставши першим торговим судном, що ввійшли в район. Ця подорож привела до утворення Компанії Гудзонової затоки, яка отримала від британського уряду весь вододіл. Цей басейн був названий Землею Руперта, після того як принц Руперт допоміг субсидувати Компанію Гудзонової затоки. Факторія Йорк-Фекторі була заснована в 1684 році як перший форт Компанії, але пізніше її зруйнували французькі конкуренти.
П'єр Готьє де Варенн, сьйор де Ла-Верандрі відвідав долину Ред-Рівер в 1730 році, аби допомогти відкрити область для французької розвідки і торгівлі. Після того як французькі мандрівники досліджували цей район, Монреальська Північно-Західна компанія почала торгувати з метисами. Монреальська Північно-Західна компанія і Компанія Гудзонової затоки будували форти для торгівлі хутром. Дві компанії конкурували в південній частині провінції Манітоба, що іноді призводило до спалахів насильства, — до тих пір, поки вони не об'єдналися в 1821 році. Велика Британія закріпила за собою ці території в 1763 році в результаті перемоги над Францією в Семирічній війні (також відомої як франко-індіанська війна, 1754—1763).
Заснування перших сільськогосподарських громад і поселень припадає на 1812 рік. Вони з'явилися на північ від району, в якому нині[коли?] знаходиться місто Вінніпег. Це призвело до конфлікту між британськими колоністами і метисами. Двадцять колоністів, в тому числі губернатор, і один метис були вбиті в битві при Севен-Оксі в 1816 році.

### Повстання на Ред-Рівер

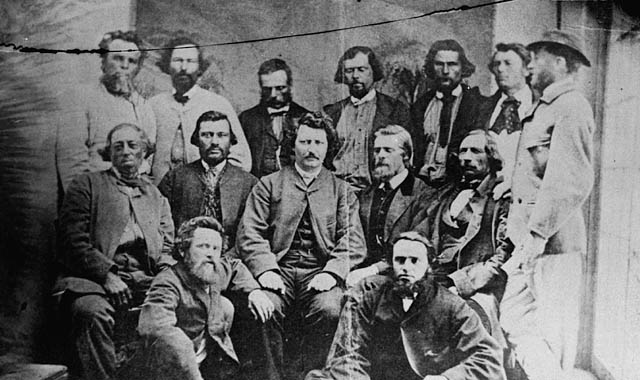
Провінційний уряд метисів Манітоби

Першим губернатором Манітоби в 1869 році був призначений англоканадець Вільям Макдугалл. Місцеві франкомовні метиси були незадоволені його кандидатурою. Ще до того, як землі майбутньої Манітоби були офіційно передані Канаді, Макдугалл вислав землемірів, щоб розбити територію згідно клітинної забудові, застосовуваної в Онтаріо. Метиси на чолі з Ріель завадили МакДугаллу вступити на територію Манітоби. Метиси створили провінційний уряд, куди включили рівну з ними кількість англомовних представників. Ріель вів прямі перемови з канадським урядом про створення провінції Ассінобоя. Тим часом, люди Ріеля заарештували тих, хто чинив опір провінційному уряду. Серед них був оранжист Томас Скотт, якого незабаром стратили за погрози на адресу лідера повстання. Однак, незабаром самопроголошений уряд провінції та уряд Канади досягли угоди. 1870 року законодавчі збори прийняли Закон про Манітобу, згідно з яким поселення на Ред-Рівер входили в конфедерацію як провінція Манітоба, також туди були включені деякі вимоги Ріеля, такі як окремі французькі школи для дітей метисів і захист католицького віросповідання.
Після того, як угода була досягнута, канадський уряд вислав війська, щоб затвердити федеральну владу. Війська складалися з канадської міліції (ополчення) і регулярних частин британської армії, очолював війська полковник Гарнет Вулзлі. Федеральна влада була незадоволена стратою Томаса Скотта і наказала заарештувати лідера повстання. Луї Ріель втік до того, як війська досягли Форту Гаррі в Манітобі. Прибуття федеральних військ позначило кінець повстання. Луї Ріель був переслідуваний Гарнетом Вулзлі та втік у вигнання.
Потреби метисів ігнорувалися канадським урядом в їх спробах отримати землю, обіцяну їм в рамках вступу провінції Манітоба в конфедерацію. Зіткнувшись з расизмом нового потоку білих поселенців з Онтаріо, велика кількість метисів переїхала в землі майбутніх Саскачевана та Альберти.
Пронумеровані договори були підписані в кінці XIX століття з керівниками різних корінних народів, які жили в цьому районі. Ці договори закріпили конкретні обіцянки землі для кожної родини. В результаті була створена система резервацій під юрисдикцією федерального уряду. Запропонована кількість землі, обіцяна корінним народам, не завжди давалася, що призвело до протестів груп корінного населення, більшість з яких все ще тривають.

### Конфедерація

Зростання Канадських територій

Первісна територія провінції при входженні в Канадську конфедерацію була в 18 разів менше її нинішнього розміру. Через невеликий розмір провінція отримала прізвисько «Провінція — поштова марка». Її кордони були розширені в 1881 році, але Онтаріо оскаржило більшу частину землі, частина спірної території відійшла до Онтаріо в 1889 році. Манітоба росла поступово, поглинаючи землі Північно-Західних територій, поки не досягла сьогоднішніх розмірів, досягнувши 60° пв.ш. в 1912 році.
Мовне питання в Манітобі показало глибокі розбіжності в культурних цінностях на території провінції. Франко-католицькі манітобці були забезпечені державною підтримкою окремих шкіл в первинному тексті конституції Манітоби, але політичний рух англійських протестантів з 1888 по 1890 роки зажадав припинити фінансування французьких шкіл. 1890 року законодавчі збори Манітоби ухвалили закон, що позбавив фінансування французькі католицькі школи. Французька католицька меншість попросила допомоги у федерального уряду, проте Орден оранжистів та інші анти-католицькі сили мобілізували загальнонаціональну кампанію проти них. Консерватори на федеральному рівні запропонували переглянути законодавство, щоб перевизначити Манітобу, але вони були заблоковані лібералами на чолі з Вільфредом Лор'є, який виступив проти перегляду законодавства через свою віру в права провінцій. Після свого обрання прем'єр-міністром в 1896 році, Лор'є реалізував компроміс, за яким католики в Манітобі могли мати своє власне релігійне навчання протягом 30 хвилин в кінці дня, якщо було достатньо учнів, щоб виправдати його, навчання здійснювалося на основі школи.

### ХХ століття
В 1911 році Вінніпег став третім за величиною містом в Канаді та залишався ним до того моменту, поки його не обігнав Ванкувер в 1920-х. Місто, що виникло в результаті економічного підйому, швидко зростало приблизно на початку століття, і зовнішні інвестори та іммігранти зробили великий внесок у цей успіх. Зниження темпів зростання припадає на другу половину другого десятиліття ХХ століття, в результаті відкриття Панамського каналу в 1914 році, що дозволило знизити залежність від трансконтинентальних залізниць в галузі торгівлі, а також зниження імміграції через початок Першої світової війни. Більше 18 тисяч жителів провінції Манітоба були мобілізовані в перший рік війни, а до кінця війни 14 манітобців отримали Хрест Вікторії.

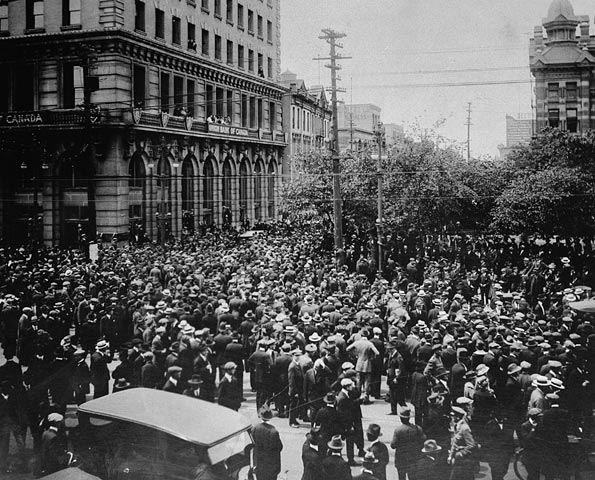
Натовп, що зібрався в центрі міста під час загального страйку 21 червня 1919 року

Після того як Перша світова війна закінчилася, велике невдоволення серед фермерів (через ціни на пшеницю) і членів профспілок (через заробітної плати) призвело до підйому радикалізму, у зв'язку зі зростанням більшовизму в Росії. Найбільш драматичні результати мав Вінніпезький загальний страйк 1919 році. Він розпочався 15 травня і закінчився 25 червня, після того як робітники поступово повернулися на свої робочі місця, а також після того як Центральний страйковий комітет вирішив припинити страйк. Уряд спробував силою придушити страйк, Королівська кінна поліція увірвалася в натовп демонстрантів, що призвело до численних жертв і однієї смерті, а потім заарештував лідерів руху. У міжвоєнний період 8 лідерів страйкового руху зазнали судового розгляду, більшість з них були засуджені за звинуваченням у підбурюванні до заколоту, змові, незаконних комбінаціях; з них чотири людини були іноземцями, яких депортували відповідно до канадського Закону про імміграцію.
Велика депресія особливо важко вдарила по Західній Канаді, в тому числі по провінції Манітоба. Крах світового ринку в поєднанні з різким падінням сільськогосподарського виробництва внаслідок посухи призвели до диверсифікації економіки, переходу від опори на виробництво пшениці до видобутку корисних копалин і розвитку промисловості. Кооперативна Співдружність Федерації Манітоби, попередник Нової демократичної партії Манітоби, була заснована в 1932 році. Канада вступила в Другу світову війну в 1939 році. Вінніпег був одним з основних центрів з підготовки льотчиків-винищувачів для всієї Співдружності, по всій провінції з'явилися навчальні заклади для льотчиків. Деякі полки, набрані переважно з манітобців, були розгорнуті за кордоном. В рамках кампанії зі збору коштів на потреби війни в 1942 році було проведено захід «Переможний кредит». Учасники презентації змоделювали нацистське вторгнення і окупацію Манітоби, і врешті-решт було зібрано понад 65 мільйонів канадських доларів.
Вінніпег був затоплений в 1950 році річкою Ред-Рівер і змушений був частково евакуюватися. У тому ж році, Ред-Рівер досягла найвищого рівня з 1861 року і затопила велику частину долини Ред-Рівер. Збиток, заподіяний в результаті повені, змусив тодішнього прем'єра Даффа Робліна ініціювати будівництво зливного тунелю для Ред-Рівер, він був завершений в 1968 році після шести років земляних робіт. 1997 року «Повінь століття» заподіяла збитків більш ніж на 400 млн доларів провінції Манітоба, але зливний тунель врятував Вінніпег від повені.
За 20 років з 1970 по 1990 відбулася радикальна зміна політичної ситуації в Манітобі, зникла Ліберальна партія Манітоби, а Нова демократична партія Канади прийшла до влади під керівництвом Едварда Шраєра і Говарда Полі. Правляча партія провела ряд законів в соціалістичному дусі, таких як державне страхування автоцивільної відповідальності та придбання урядом провінції компанії Inter-City Gas Co. Уряд також спробувало запровадити надання державних послуг також французькою мовою, що викликало до життя старі суперечки про статус французької мови, в результаті від цього довелося відмовитися. Консервативний уряд Філмона в 1990-х зіткнулося з тими ж проблемами, що й інша Канада — зростанням державного боргу і повільним економічним зростанням.
В 1990 у прем'єр-міністр Брайан Малруні спробував провести ряд правок до Конституції, щоб переконати Квебек схвалити Конституційний акт 1982 року. Була потрібна одностайна підтримка в парламенті, щоб обійти консультації з громадськістю. Манітобський політик Елайджа Харпер, виходець із народу крі, виступив проти, бо не вірив, що інтереси «перших націй» були належним чином враховані, і таким чином угода не вдалася.

### Економічна історія

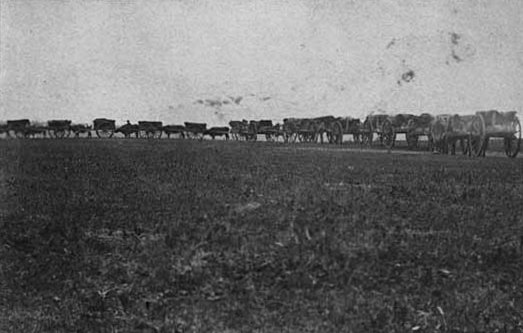
Поїзд з возів на Ред-Рівер

Племена індіанців Манітоби (Крі, Оджибва, Дене, Сіу і Ассінібойни) прямували за стадами бізонів і збиралися іноді для взаємної торгівлі в певних місцях. Після прибуття перших європейських торговців в XVII столітті економіка зосередилася на торгівлі бобровими шкірками та іншими хутрами. Перші поселенці-хлібороби прибули в 1811 році під керівництвом лорда Селкірка, хоча торгівля хутрами під керівництвом Компанії Гудзонової затоки продовжувала залишатися найважливішою частиною економічного життя.
Контроль Компанії Гудзонової Затоки над Землею Руперта був скасований в 1868 році, в 1870 році Манітоба стала провінцією, вся земля стала власністю федерального уряду, який став роздавати її поселенцям. Поселенці як правило займалися на ній сільським господарством. У цей період були побудовані трансконтинентальні залізниці, які полегшили торгівлю. Економіка Манітоби залежала від сільського господарства аж до періоду посухи і Великої Депресії, які привели її до подальшої диверсифікації.
Після Другої світової війни економіка Манітоби була відзначена швидким зростанням на півночі провінції. Освоєння багатих родовищ нікелю в північній Манітобі компанією Inco Ltd призвело до заснування міста Томпсон, коливання стану якого відображали зміну світових цін на сировинні товари. Регіон став місцем декількох «мегапроєктів», у тому числі освоєння лісових ресурсів операції в Пас, а також будівництво величезної ГЕС на річці Нельсон. Економічна ситуація в Манітобі, таким чином, змішана — триває спад сільськогосподарського виробництва, що було компенсовано зростанням в легкій промисловості, видавничій справі, швейної промисловості та експорті електроенергії в США.

## Населення
| Місто            | 2001    | 2011    |
| ---------------- | ------- | ------- |
| Вінніпег         | 619,544 | 663,617 |
| Брендон          | 39,716  | 46,061  |
| Стейнбек         | 9,227   | 13,524  |
| Портедж-ла-Прері | 12,976  | 12,996  |
| Томпсон          | 13,256  | 12,829  |
| Вінклер          | 7,943   | 10,670  |
| Селкірк          | 9,752   | 9,834   |
| Дофін            | 8,085   | 8,251   |
| Морден           | 6,571   | 7,812   |
| [ 58 ]           |         |         |

Населення Манітоби складає більше 1213815 чоловік, більше половини з яких проживають в Вінніпегському регіоні; Вінніпег є восьмою за величиною агломерацією з населенням в 694 668 чоловік (перепис 2006 року). Хоча початкове заселення провінції йшло переважно навколо селянських хуторів, в минулому сторіччі стався зсув до урбанізації; Манітоба є єдиною канадською провінцією, в якій більшість населення — більш ніж 55 відсотків — живе в одному місті.
За даними перепису населення 2006 року, найбільшими етнічними групами в Манітобі є англійці (22,9 %), потім йдуть німці (19,1 %), шотландці (18,5 %), українці (14,7 %), ірландці (13,4 %), північноамериканські індіанці (10,6 %), поляки (7,3 %) , метиси (6,4 %), французи (5,6 %), голландці (4,9 %) і росіяни (4,0 %). Майже одна п'ята респондентів також визначили свою етнічну приналежність як «канадці». Існують значні громади корінних народів: аборигени (у тому числі метиси) є найбільш швидко зростаючою етнічною групою, що представляє 13,6 % населення Манітоби з 2001 року (деякі резервації відмовилися пустити переписувачів).
Більшість жителів Манітоби належать до християнських конфесій: згідно з даними перепису 2001 року, 758 760 жителів Манітоби (68,7 %) повідомили про те, що вони християни, 13040 (1,2 %) євреї, 5745 (0,5 %) буддисти, 5485 (0,5 %) сикхи, 5095 (0,5 %) мусульмани, 3840 (0,3 %) індуси, 3415 (0,3 %) осіб сповідували місцеві вірування, і 995 (0,1 %) належали до язичницьких культів. 201825 жителів Манітоби (18,3 %) не повідомили про релігійну приналежність. Найбільшими християнськими конфесіями за кількістю прихильників були римо-католицька церква з 292 970 (27 %); Об'єднана церква Канади з 176 820 (16 %) і Англіканська церква Канади з 85890 (8 %)
.

## Економіка

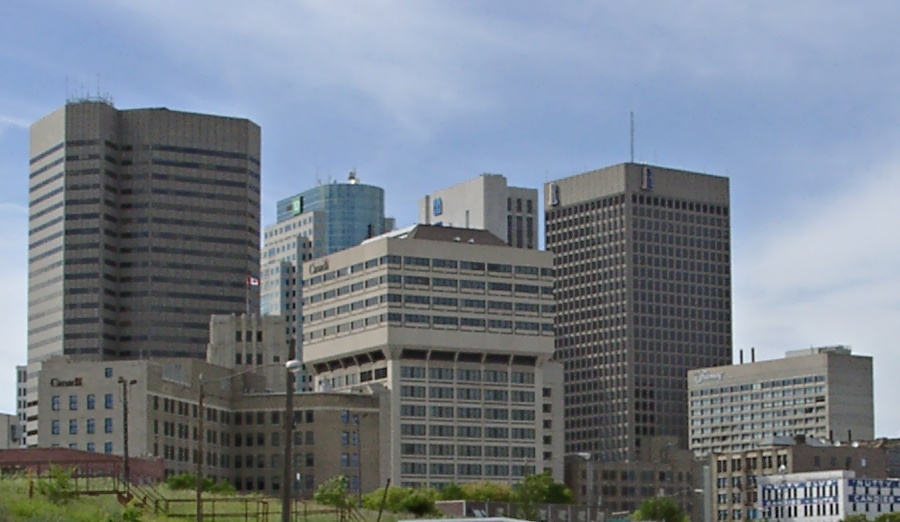
Діловий центр Вінніпега

Манітоба має стабільну економіку, засновану головним чином на природних ресурсах. Її валовий регіональний продукт склав 50 834 млн канадських доларів у 2008 році. Валовий регіональний продукт провінції виріс на 2,4 % в 2008 році. Середній дохід фізичних осіб в провінції Манітоба в 2006 році склав 25100 канадських доларів (порівняно з середнім по країні З $26500), посівши п'яте місце серед провінцій. Станом на жовтень 2009 року рівень безробіття в провінції Манітоба становив 5,8 %
.
Економіка Манітоби значною мірою спирається на сільське господарство, туризм, енергетику, нафтову, гірничодобувну промисловість і лісове господарство. Сільське господарство є важливим для економіки провінції і зосереджено переважно в південній частині провінції, хоча зернове господарство також ведеться далеко на півночі в районі міста Пас. Близько 12 % сільськогосподарських земель Канади знаходяться в провінції Манітоба. Найбільш поширеним типом ферми в сільських районах є тваринницька ферма (34,6 %), потім різні зернові ферми (19,0 %) і ферми з вирощування олійних культур (7,9 %). Манітоба є найбільшим виробником в країні насіння соняшника та бобових культур, а також одним з провідних виробників картоплі. Портедж-ла-Прері є великим центром з обробки картоплі і місцем розміщення основних виробничих потужностей компаній «Маккейн Фудс» і «Симплот плентс», які забезпечують поставки картоплі для «McDonald's», «Wendy's» та інших торговельних мереж. Компанія «Can-Oat Milling», одна з найбільших з виробництва вівса у світі, також має завод в місті.
Найбільші роботодавці в Манітобі — це уряд провінції і державні інститути, включаючи державні компанії, лікарні та університети. Головні роботодавці в приватному секторі — це компанії «The Great-West Life Assurance Company», «Cargill Ltd» та «James Richardson and Sons Ltd». У Манітобі також розвинені туристичний і промисловий сектори. Головна туристична пам'ятка провінції — це спостереження за полярними тваринами в місті Черчилл, місто — світовий центр спостереження за білими ведмедями і білухами. Манітоба — єдина провінція з глибоководним арктичним портом в місті Черчилл, який пов'язує провінцію найкоротшим шляхом з головними торговельними партнерами в Північній Америці, Європі та Азії.

## Транспорт

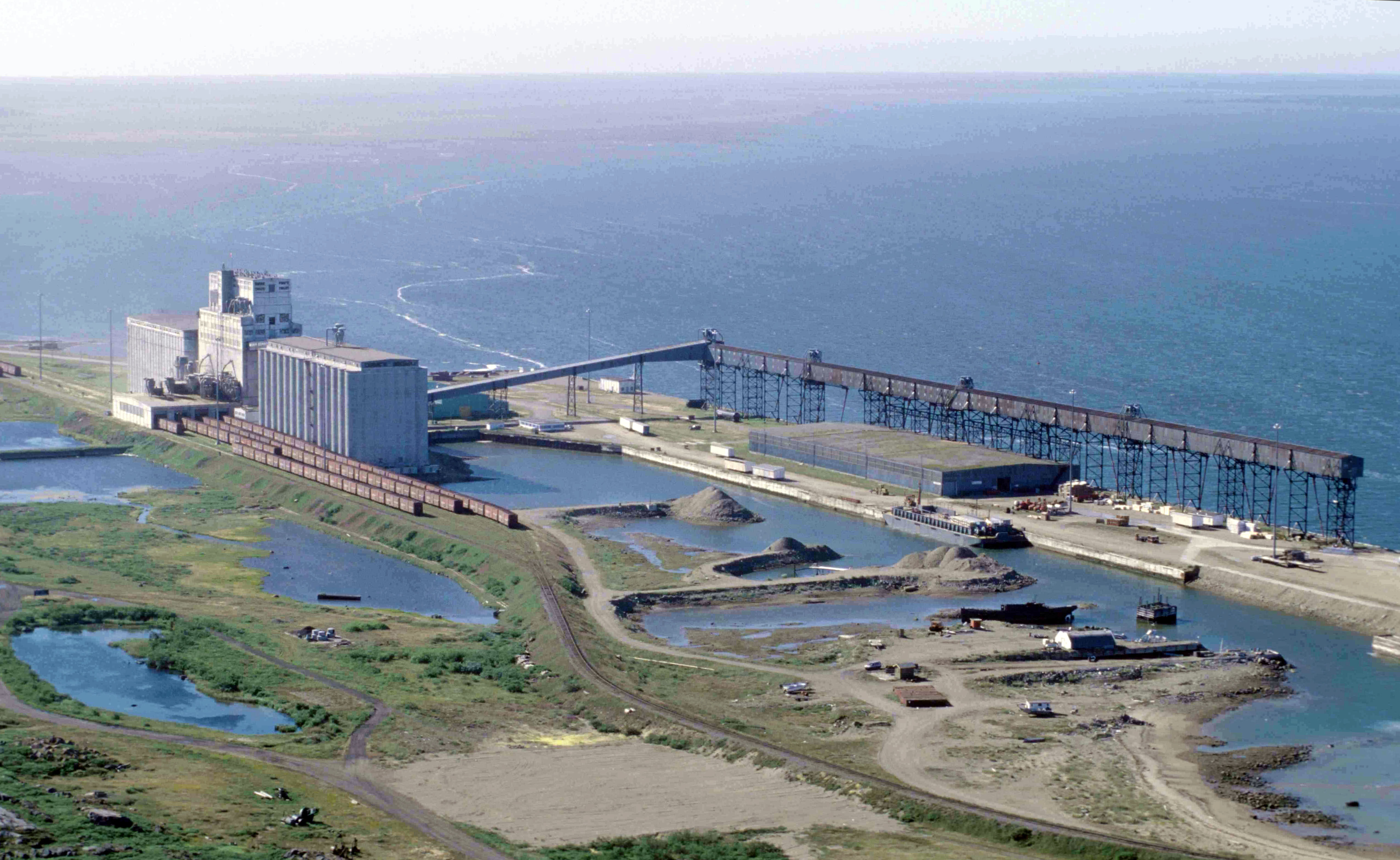
Порт міста Черчилл

Транспорт і логістика дають приблизно 2,2 млрд канадських доларів в економіку провінції. Загальна чисельність зайнятих у галузі становить 34 500 осіб, або близько 5 % населення Манітоби. Вантажні автомобілі перевозять 95 % сухопутних вантажів в провінції Манітоба, також 80 % товарів провінції Манітоба направляється в США. П'ять з 25 найбільших канадських роботодавців за наймом вантажоперевізників розташували свої штаб-квартири в провінції Манітоба. 1,18 млрд доларів ВРП провінції Манітоба приходить прямо або опосередковано на вантажоперевезення.
Компанії «Greyhound Canada», «Grey Goose Bus Lines» та «Jefferson Lines» забезпечують внутрішні та міжнародні автобусні рейси з автобусного терміналу Вінніпега. Термінал був перенесений з центру міста до аеропорту в 2009 році. Муніципалітети провінції також обслуговуються місцевими автобусними лініями.
Через Манітобу проходять дві залізниці: Канадська національна залізниця і Канадська тихоокеанська залізниця. Через Вінніпег проходять обидві залізниці, також у місті розташовані два мультитранспортні термінали. Протяжність національних залізниць в Манітобі становить 2439 кілометрів. Велика кількість регіональних і місцевих залізниць також пропонують свої послуги: «Hudson Bay Railway», «Southern Manitoba Railway», «Burlington Northern Santa Fe Manitoba», «Greater Winnipeg Water District Railway», і «Central Manitoba Railway». Всі разом регіональні залізниці мають у своєму розпорядженні приблизно 1775 кілометрів шляхів.

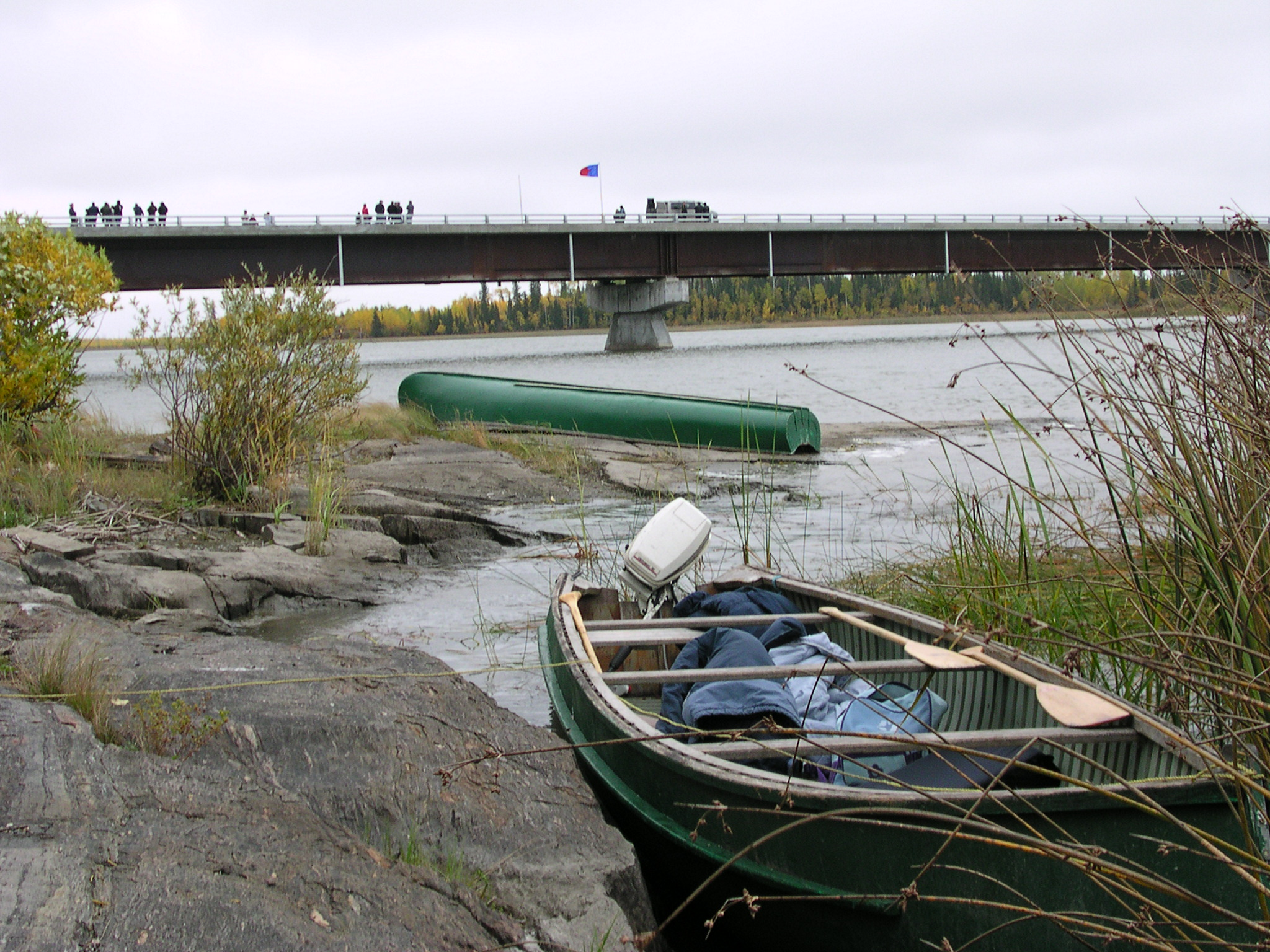
Міст Кічі Сіпі

Найбільший аеропорт в Манітобі — «Міжнародний аеропорт Вінніпега імені Джеймса Армстронга Річардсона» — один з небагатьох цілодобово працюючих аеропортів в Канаді. Аеропорт обслуговує велику кількість пасажирських і вантажних рейсів, через аеропорт пройшло близько 3,5 млн пасажирів в 2007 році, хоча термінал був розрахований тільки на 600 тисяч пасажирів. Тепер[коли?] будуються новий термінал, паркінг і готель. Через аеропорт проходить близько 195 тисяч тонн вантажів щорічно, що робить його третім по вантажообігу в країні.
Одинадцять регіональних авіакомпаній і дев'ять компаній з перевезення вантажів використовують аеропорт. Вінніпег — одне з головних місць сортування вантажів компаній «FedEx» і «Purolator», а також отримує транскордонні товари від компанії UPS. Авіакомпанії «Air Canada» і «Cargojet Airways» використовують аеропорт Вінніпега як головний пересадочний вузол для національного пасажирського трафіку.
Порт міста Черчилл, що належить компанії «OmniTRAX», по морю ближче до портів в Північній Європі і Росії, ніж до будь-якого іншого морського порту в Канаді. Черчилл — це єдиний арктичний глибоководний морський порт в Канаді. Він має чотири глибоководні причали для навантаження і розвантаження зерна, сухих вантажів і танкерів. Порт обслуговується залізницею Гудзонової затоки (яка теж належить «OmniTRAX»). Зерно склало 90 % вантажів порту в 2004 році. 2004 року більше 600 тисяч тонн сільськогосподарських вантажів було відправлено через порт.

## Уряд

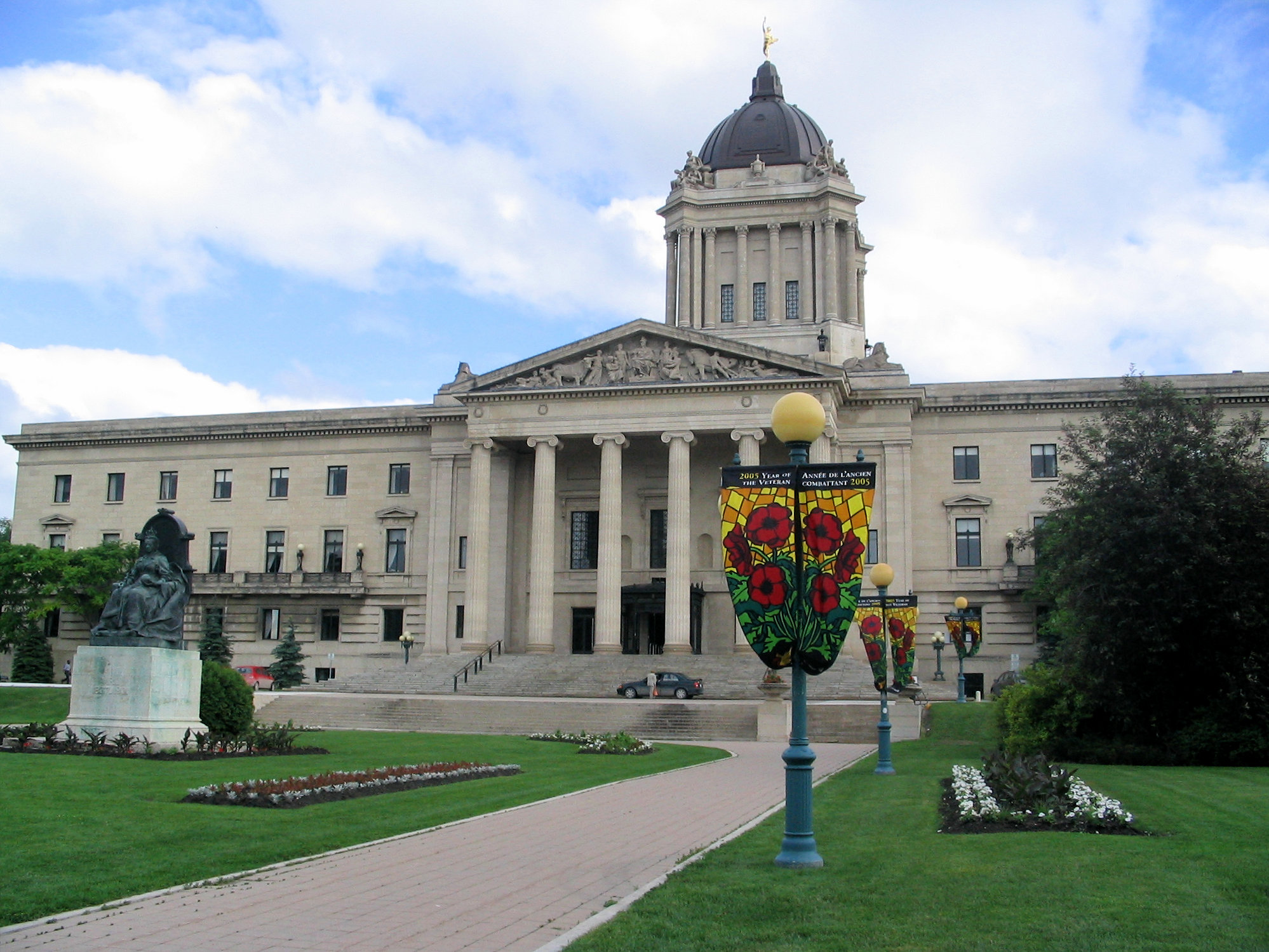
Будівля Законодавчих зборів Манітоби

Після того як контроль над Землею Руперта був переданий від Великої Британії Канаді в 1869 році, Манітоба отримала повноцінні права та обов'язки місцевого самоврядування як перша канадська провінція, виділена з Північно-Західних територій. Законодавчі збори Манітоби були створені 14 липня 1870 року. Політичні партії вперше виникли між 1878 і 1883 роками, з двопартійною системою (ліберали і консерватори). Об'єднані фермери Манітоби з'явилися в 1922 році, а пізніше об'єдналися з лібералами в 1932 році. Інші партії, в тому числі Партія соціального кредиту Манітоби, з'явилися під час Великої Депресії; в 1950-х роках політика в Манітобі стала трьохпартійною, і ліберали поступово втрачали владу. Нова демократична партія Манітоби прийшла до влади в 1969 році. Відтоді консерватори і Нова демократична партія стали домінуючими партіями.
Як і інші канадські провінції, Манітоба управляється однопалатним Законодавчим зборами. Виконавча влада формується правлячою партією, лідер партії стає прем'єром Манітоби, главою виконавчої гілки влади. Глава держави — король Карл III — представлений лейтенант-губернатором Манітоби, який призначається генерал-губернатором Канади за погодженням з прем'єр-міністром. Віце-губернатор стежить за тим, щоб уряд Манітоби було сформовано відповідно до конституції.
Законодавчі збори Манітоби складаються з 57 депутатів, що обираються народом Манітоби. Прем'єр Манітоби Грег Селінджер — лідер НДП. НДП володіє більшістю в зборах з 36 місцями. Консервативна партія займає 19 місць, а Ліберальна партія 2 місця, але не має офіційного статусу партії в Законодавчих зборах. Останні загальні вибори проводилися 22 травня 2007 року. Провінцію на федеральному рівні представляють 14 членів Парламенту і 6 сенаторів.
Судова система Манітоби складається з Апеляційного суду, Суду королівської лави і Провінційного суду. Провінційний суд займається переважно кримінальними справами, 95 % кримінальних справ проходять через цей суд. Суд королівської лави — вища судова інстанція в Манітобі. У суду є чотири юрисдикції: сімейне право, цивільне право, кримінальне право і апеляції. Апеляційний суд слухає справи обох судів, його рішення можуть бути оскаржені тільки в Верховному суді Канади.

### Офіційні мови
Англійська і французька мова — офіційні мови законодавчих органів і судів Манітоби, згідно з 23 параграфом Закону про Манітобу (частини конституції Канади). У квітні 1890 року Законодавчі збори Манітоби спробували анулювати офіційний статус французької мови та припинити публікацію законодавчих актів двома мовами. Однак, в 1985 році Верховний суд Канади постановив, що Параграф 23 Закону про Манітобу все ще діє і публікація законодавчих актів тільки англійською мовою незаконна.
Попри те, що французька мова визнана офіційною для законодавчої та судової влади, Закон про Манітобу не вимагає, щоб французька використовувалася як офіційна для виконавчої гілки влади. Стратегія обслуговування французькою мовою від 1999 року має намір ввести надання державних послуг обома офіційними мовами. Згідно з даними перепису населення 2006 року 89,8 % манітобців володіють з двох офіційних мов тільки англійською, 0,2 % володіють тільки французькою, 9,1 % володіють обома мовамих і 0,9 % не володіють жодною офіційною мовою.

## Освіта

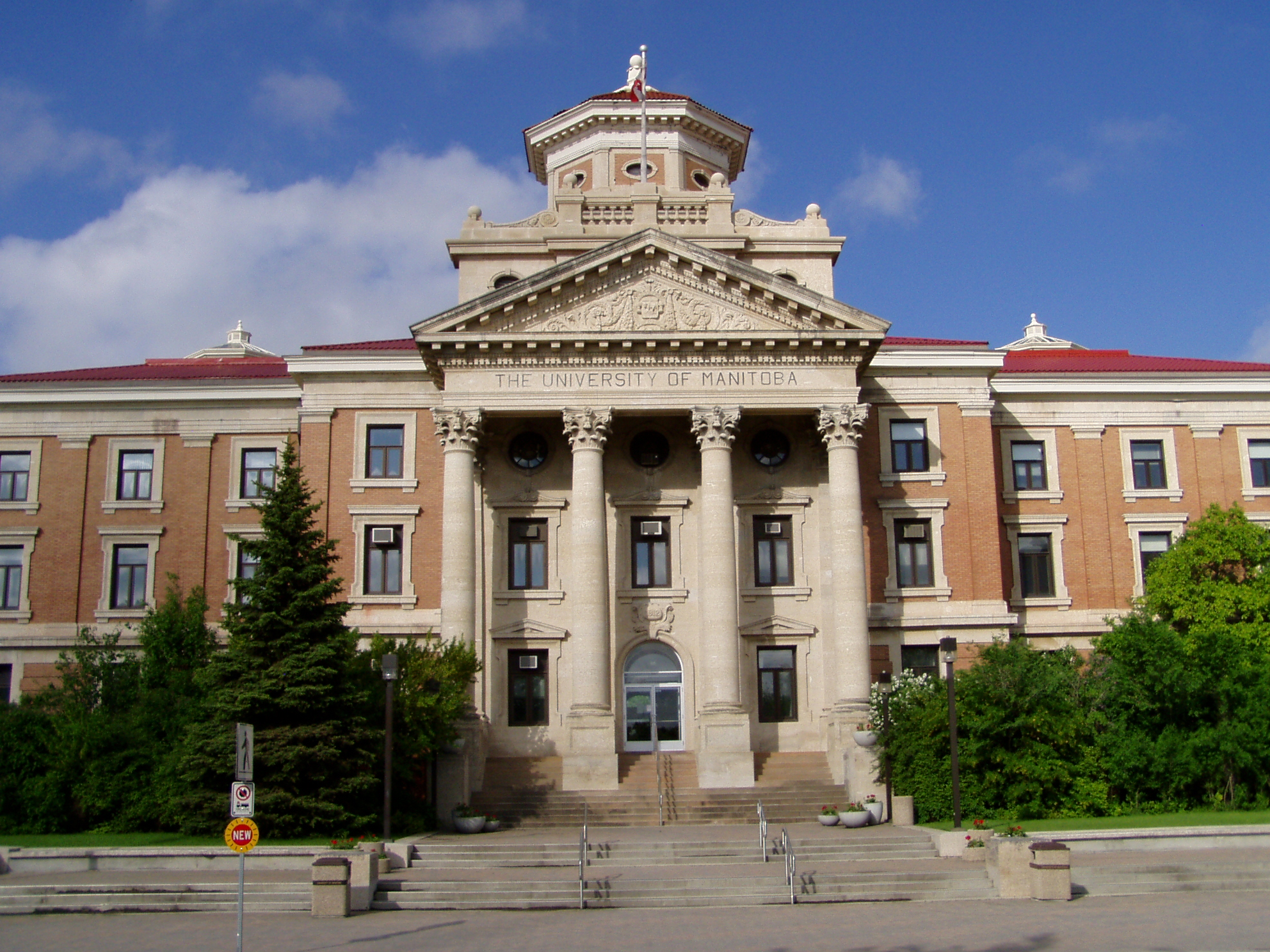
Адміністративна будівля Університету Манітоби

Перша школа в Манітобі була заснована в 1818 році католицькими місіонерами в місті Вінніпег, перша протестантська школа була заснована в 1820 році. Провінційне Управління освіти було засновано в 1871 році, воно відповідало за державні школи та навчальні програми, в ньому були представлені і протестанти, і католики. Конфлікт навколо французької мови в освіті привів до того, що французькі школи були відсунуті на другий план, а протестантські англійські школи отримували привілеї. Законодавство, яке зробило відвідування шкіл обов'язковим для дітей від 7 до 14 років, було прийнято в 1916 році, випускний вік був піднятий до 16 років в 1962 році.
Громадські школи в Манітобі управляються 37 шкільними управліннями (за винятком шкіл в індіанських резерваціях, керованих федеральним урядом). Громадські школи слідують навчальним програмам, погодженим на рівні провінції, англійською або французькою мовами. Існує 35 субсидованих незалежних шкіл. Ці школи зобов'язані дотримуватися навчальних програм, прийнятих в Манітобі і відповідати всім іншим вимогам, що пред'являються до шкіл. Також в провінції існує 44 несубсидовані приватні школи, які не зобов'язані слідувати вищевказаним стандартам.
У Манітобі є п'ять університетів, керованих Міністерством вищої освіти і грамотності. Чотири з цих університетів перебувають у Вінніпезі. Університет Манітоби, найбільший і найбільш різноплановий; Університетський коледж Святого Боніфація — єдиний в провінції франкомовний університет; Університет канадських менонітів — релігійна установа; Університет Вінніпега, кампус якого розташований в центрі міста. Університетський коледж Святого Боніфація був створений в 1818 році і нині[коли?] пов'язаний з Університетом Манітоби. Він є найстарішим університетом в Західній Канаді. Університет Брендона, утворений в 1899 році та розташований в Брендоні, є наймолодшим університетом провінції та єдиний розташований за межами Вінніпега.
У Манітобі розташовані тридцять вісім публічних бібліотек, з них дванадцять мають значні зібрання французькою мовою і вісім — значні колекції іншими мовами. Двадцять одна з них є частиною системи Вінніпезької публічної бібліотеки. Перша бібліотека була відкрита в Манітобі в 1848 році.

## Культура
Культура Манітоби перебувала під сильним впливом аборигенів і метисів, зараз вона знаходиться під впливом сучасних художніх цінностей Канади, а також відчуває вплив іммігрантів і американських сусідів. Міністерство культури, спадщини, туризму і спорту відповідальне за розвиток і іноді за фінансування Манітобської культури, оскільки більша частина фінансування виходить з неурядових джерел. Манітоба — батьківщина джиги Ред-Рівер, поєднання індіанських Пауа та європейських танців, популярних у переселенців з Європи. Традиційна музика Манітоби сягає коренями до індіанських і метиських мотивів. Також в Манітобі сильні традиції класичної європейської культури. Королівський балет Манітоби, розташований у Вінніпезі, є найстарішою балетною трупою в Канаді та найтривалішою безперервно виступаючою балетною трупою в Північній Америці, титул «королівська» був дарований в 1953 році королевою Єлизаветою II. Симфонічний оркестр Вінніпега дає класичні вистави в концертному залі століття освіти Манітоби.
«Le Cercle Molière» — найстаріший (заснований в 1925 році) в Канаді франкомовний театр. Театральний центр Манітоби (заснований в 1958 році) — найстаріший в Канаді англомовний регіональний театр. Манітобський театр юного глядача — перший англомовний театр, який отримав нагороду Канадського Інституту Мистецтв Молоді, в театрі граються п'єси для дітей і підлітків. Художня галерея Вінніпега — найбільше в Манітобі і шосте в країні зібрання, колекція налічує більше 20 тисяч робіт манітобських і канадських художників.
Гурт The Guess Who став першим канадським музичним колективом, який дістався верхівки американського хіт-параду. Гітарист гурту Ренді Бакман пізніше створив гурт Bachman-Turner Overdrive. Ніл Янг виступав зі Стівеном Стіллзом в Buffalo Springfield, а потім в Crosby, Stills, Nash & Young. Наприкінці 1980-х років у Вінніпезі з'явився гурт Crash Test Dummies, який в 1992 році отримав Juno Awards як гурт року.

### Спорт
У Манітобі є чотири професійні спортивні команди, найстарішою з яких є «Вінніпег Блу-Бомберс», котрі виступають у Канадській футбольній лізі.
Команди «Вінніпег Ґо́лдайз» (англ. Winnipeg Goldeyes) та «Вінніпнег Ала́йнс»  (англ. Winnipeg Alliance) виступають відповідно в «Американській асоціації незалежного бейсболу» (англ. American Association of Independent Baseball) та  «Канадська Головна футбольна ліга, матчі якої відбуваються в стінах або в межах будинку» (англ. Canadian Major Indoor Soccer League).
Хокейна команда «Вінніпег Джетс» заснована у 1972 в місті Вінніпег, була членом Всесвітньої хокейної асоціації. У 1979 команда стала членом Національної хокейної ліги. У 1996 команда переїхала до Глендейлу (штат Аризона) та змінила назву на «Фінікс Койотс». 
У 2011 корпорація «Тру-Норт спортс-енд-ентертейнмент» (англ. True North Sports & Entertainment) закупила команду «Атланта Трешерс» Національної хокейної ліги та повернула професійний хокей Вінніпегу, повернувши команді первісну назву «Вінніпег Джетс».

## Військові бази
У міжнародному аеропорту Вінніпега розташовується база канадських збройних сил. Аеропорт служить місцем базування декількох підрозділів і льотних шкіл, таких як 1-а Канадська авіадивізія і регіональний штаб NORAD. 17 авіакрил канадських ВПС базуються в аеропорту Вінніпега, кожне крило складається з трьох ескадрилей та шести шкіл. Авіакрила виступають як база для розгортання штурмовиків CF-18 Hornet, які знаходяться в структурі NORAD.
Військова база «Шило» знаходиться за 35 кілометрів на схід від Брендона. На базі розквартирований 1-й полк королівської канадської кінної артилерії, обидва батальйони 1-ї механізованої бригадної групи. З 2004 року на базі розквартирований Другий батальйон легкої піхоти. Тепер[коли?] на базі розквартировані 1700 чоловік особового складу.

## Медицина

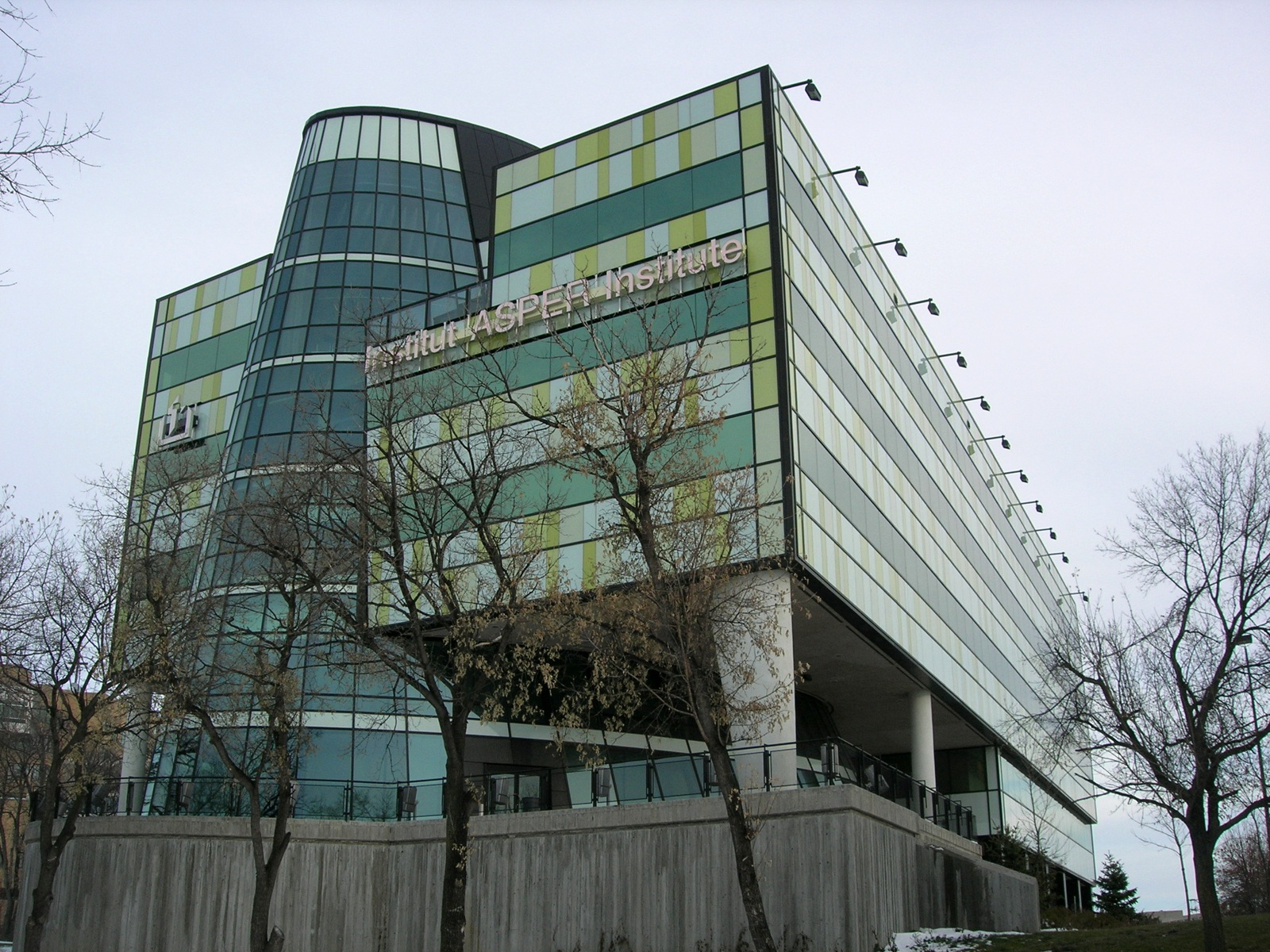
Інститут Asper в лікарні Сен-Боніфейс

Як і в інших провінціях Канади, в Манітобі державна медична страховка покриває більшість проблем зі здоров'ям. Однак, як правило, витрати на ліки та на лікування зубів оплачуються самими пацієнтами або їхніми роботодавцями. Сімейні лікарі є першою ланкою медичної системи Манітоби, вони направляють пацієнтів до фахівців у разі потреби і, як правило, вирішують нескладні проблеми зі здоров'ям. Як і в решті Канади, для Манітоби характерні тривалі терміни очікування прийому фахівців і операцій. Існують декілька центрів, у тому числі мобільних, для віддалених територій, з діагностики та лікування раку.
Лікарня Сен-Боніфейс розташована в Вінніпезі, тут працюють близько 700 лікарів та близько 1500 медсестер. Лікарняні будівлі займають 120774 м² (1300000 кв м). Щорічно приймаються близько 4000 пацієнтів в умовах стаціонару, і близько 40 000 амбулаторно. У лікарні приймаються щорічно 5000 пологів. Лікарня Сен-Боніфейс є регіональним центром кардіології, і є одним з двох спеціалізованих об'єктів для проведення клінічних досліджень. Вона також забезпечує діагностику та гемодіаліз для Вінніпезького регіонального управління охорони здоров'я.

## Символи
- Офіційна квітка Манітоби — Сон-трава (лат. Pulsatilla vulgaris).
- Дерево — Ялина канадська (лат. Picea canadensis)
- Птах — Сова бородата (лат. Strix nebulosa)
- Прапор Манітоби — у сучасному варіанті, прийнятий у 1966

## Галерея

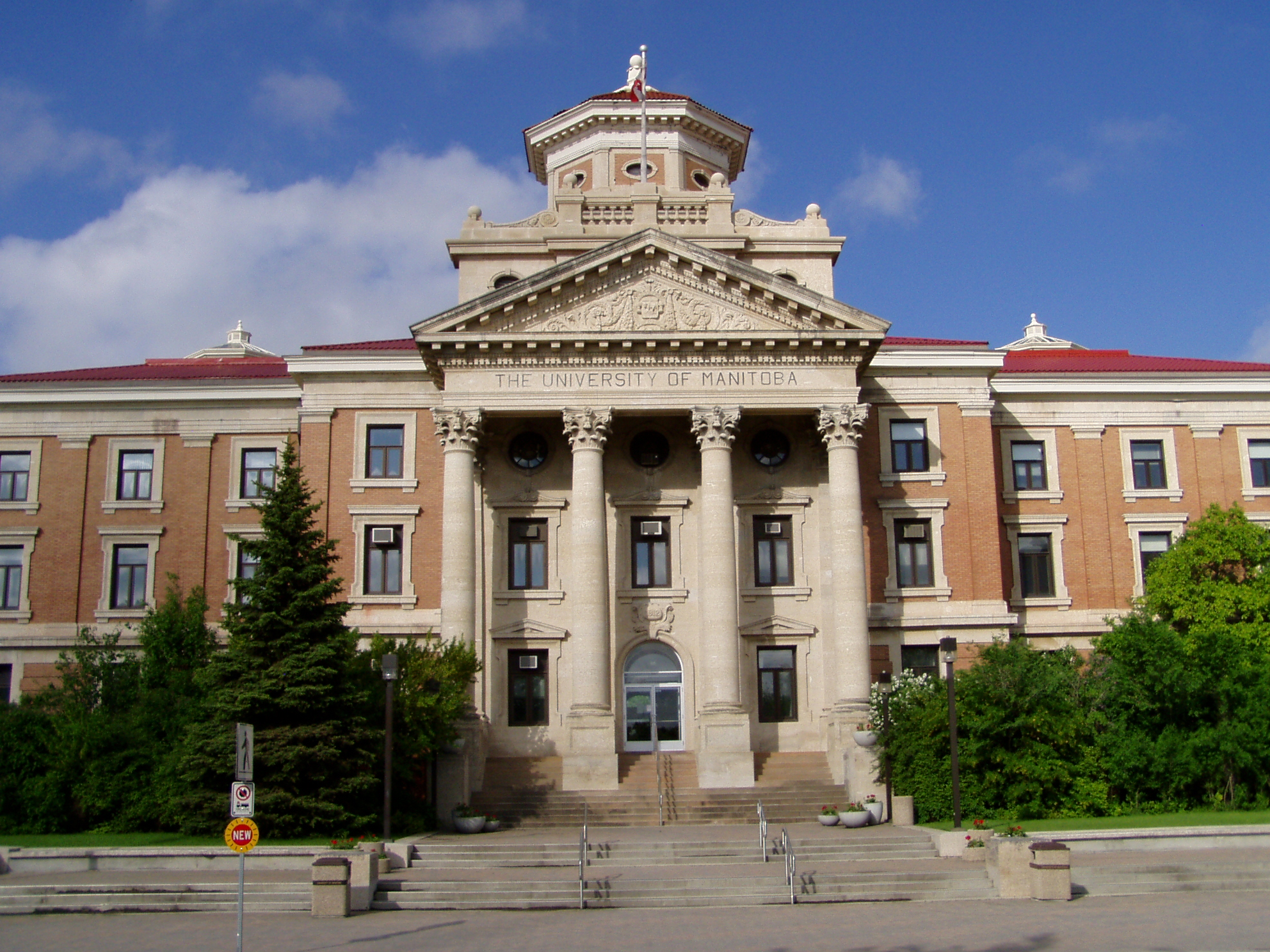
Манітобський університет
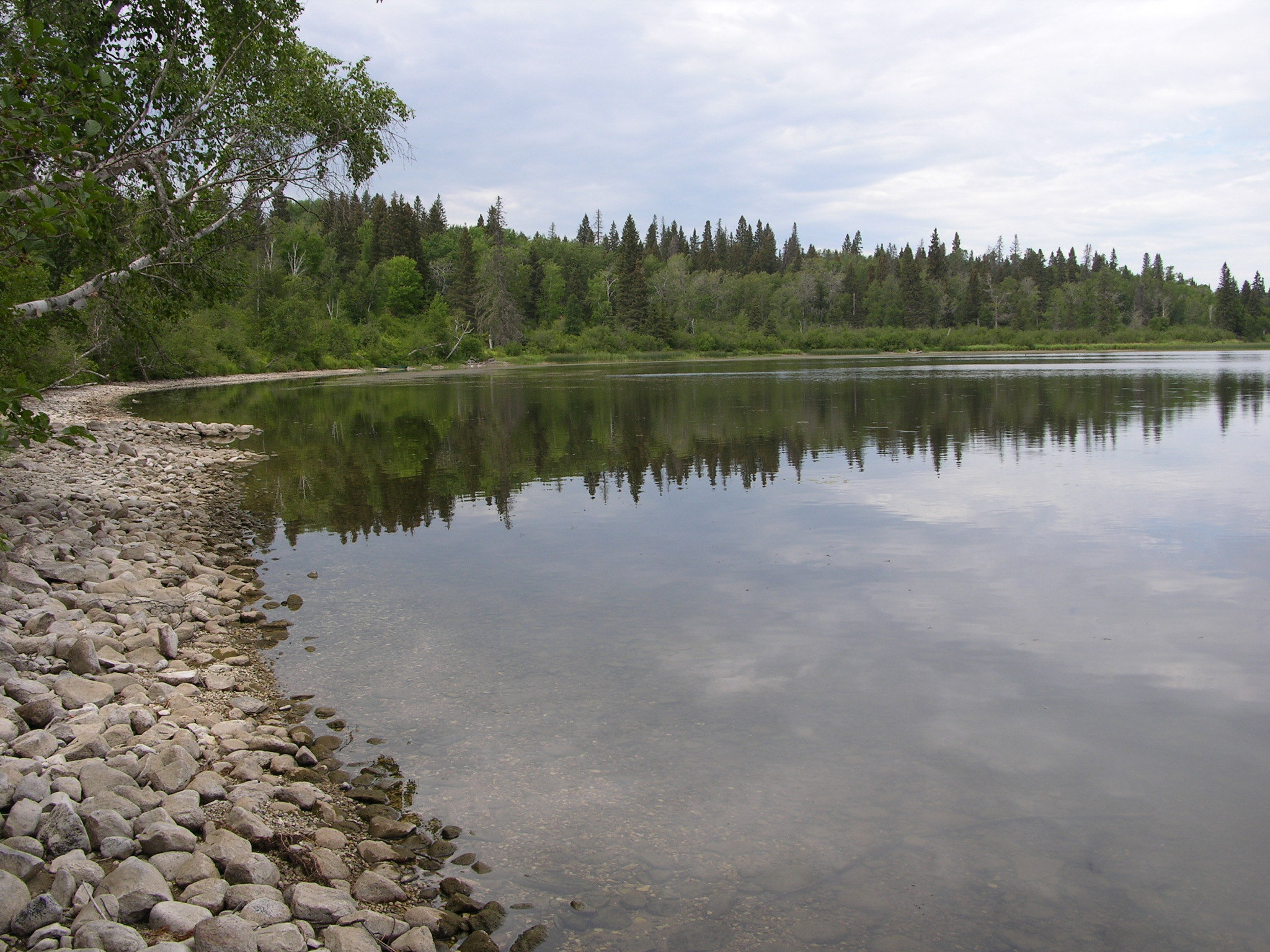
Національний парк «Райдінґ-Маунтен»
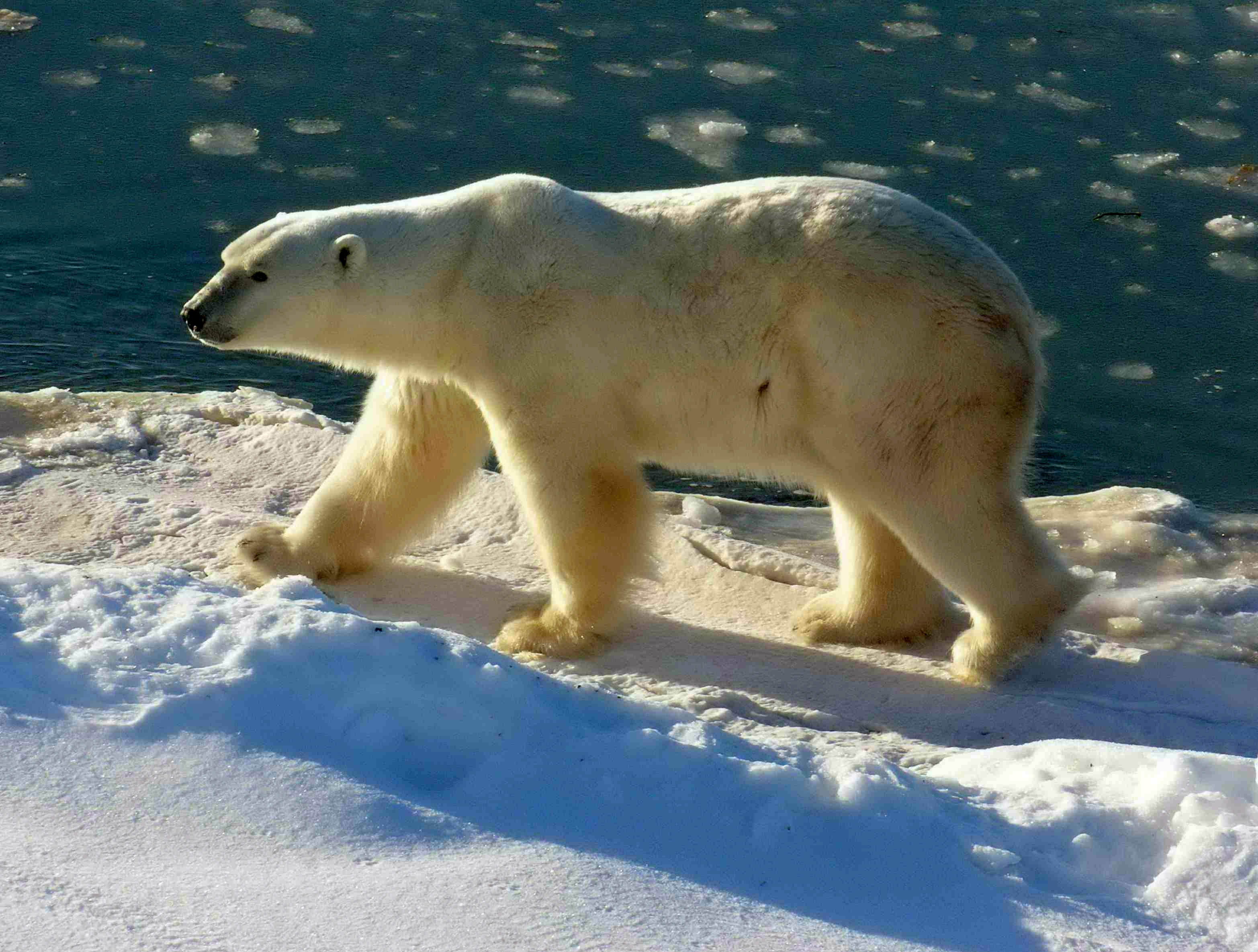
Національний парк «Вапуск» Вапуск («білий ведмідь») у парку
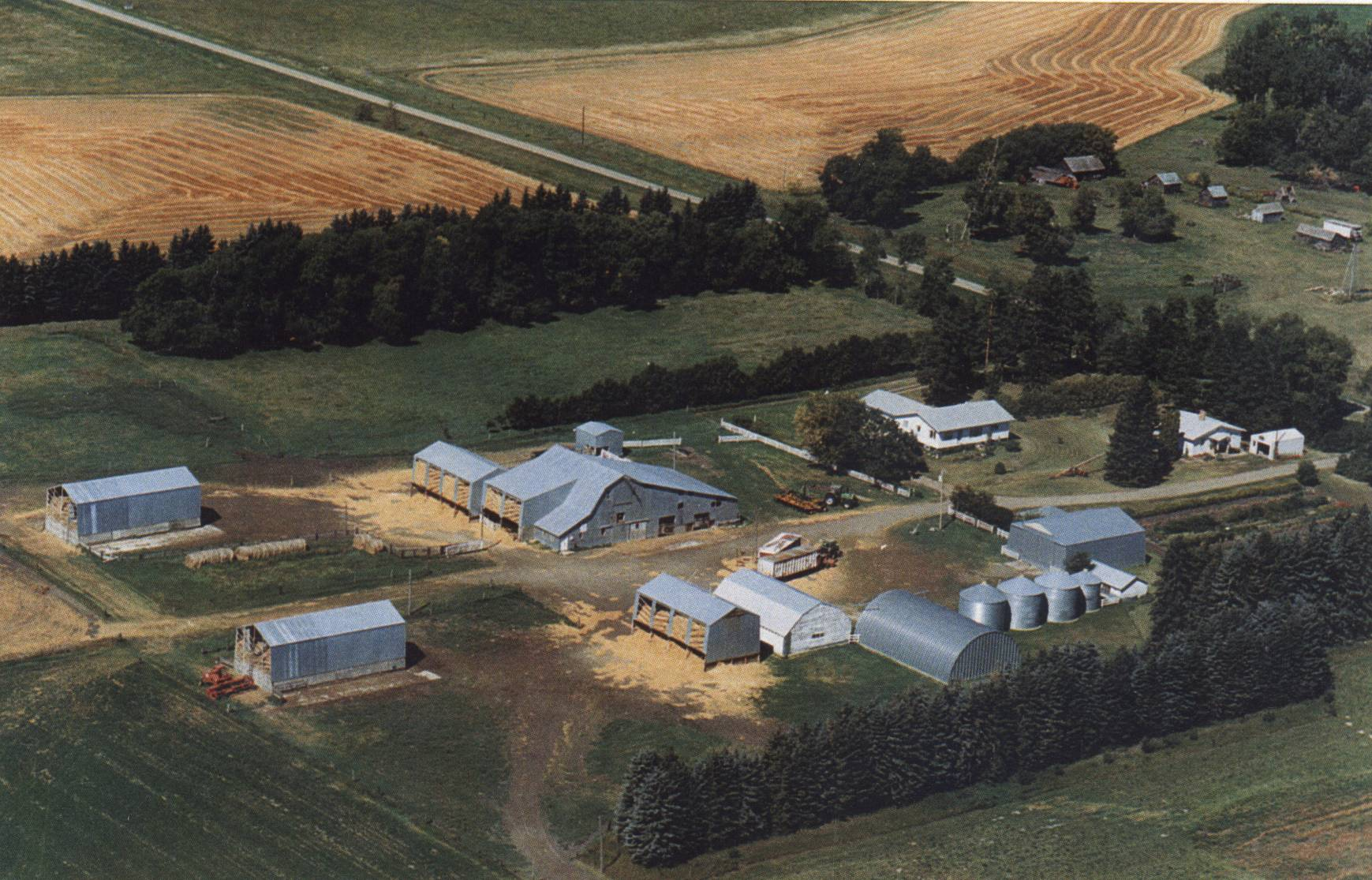
Ферма на преріях в околиці Сіфтон, Манітоба
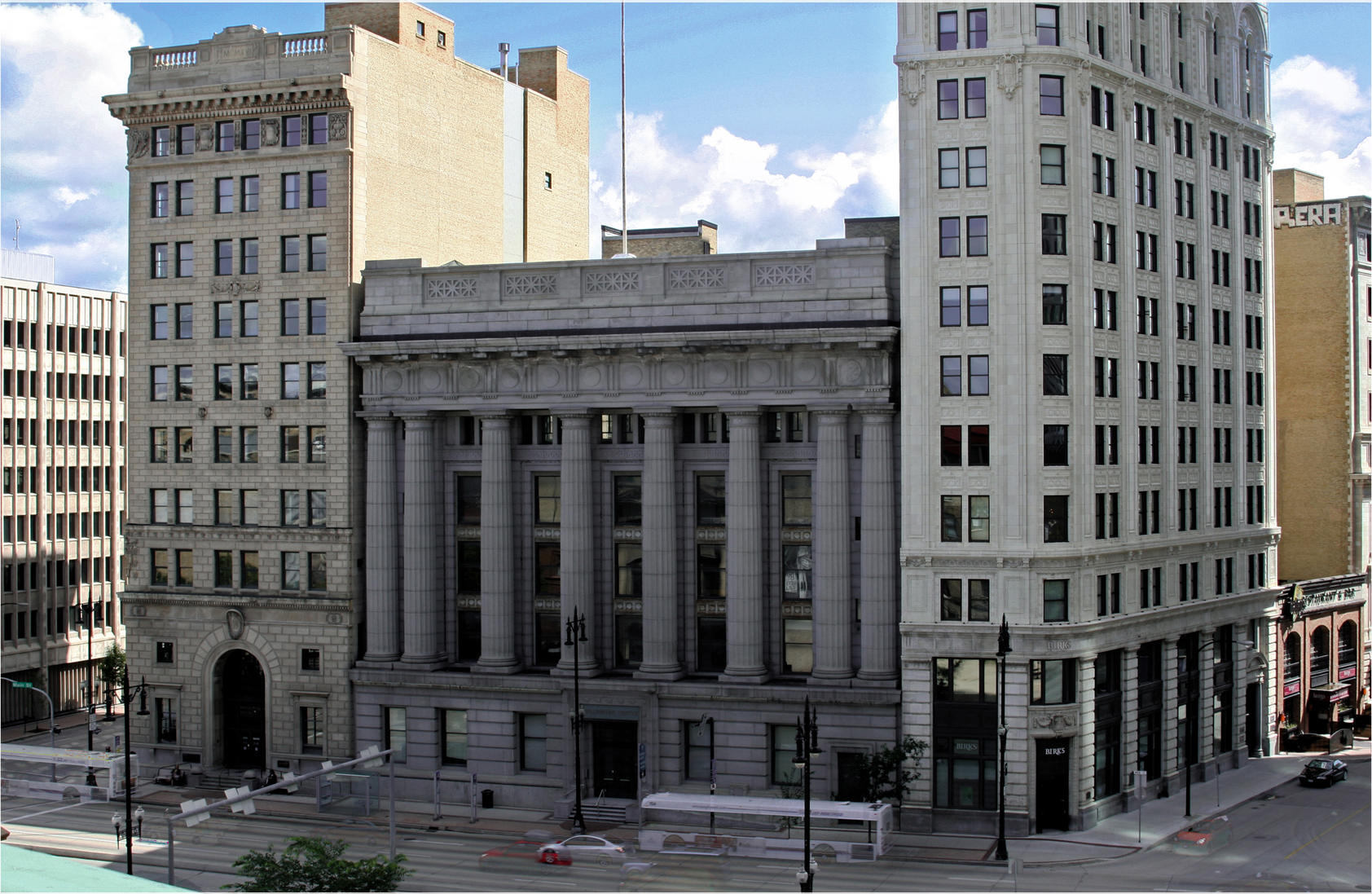
Банкірський квартал у центрі Вінніпега
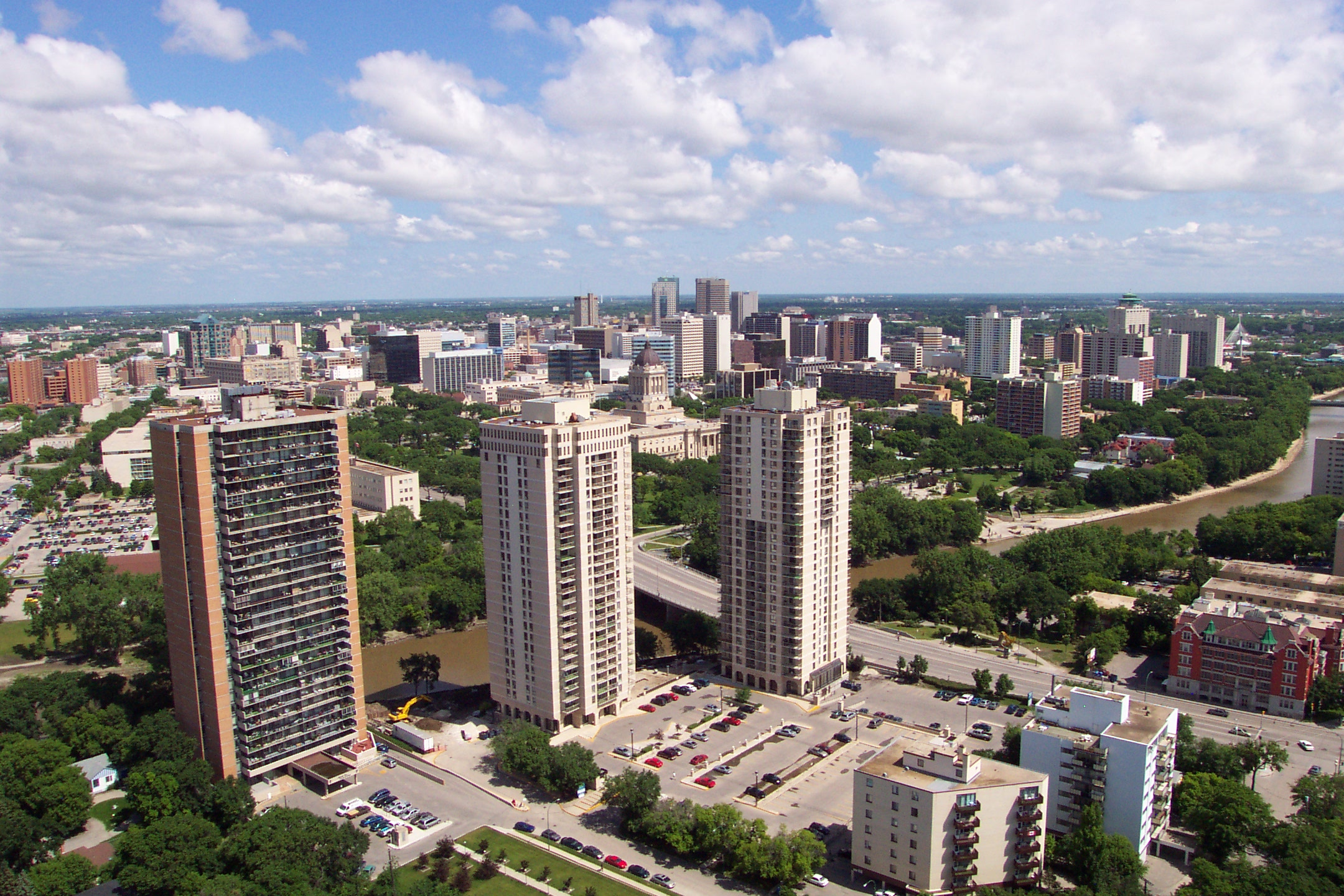
Вид на центр Вінніпега з півдня
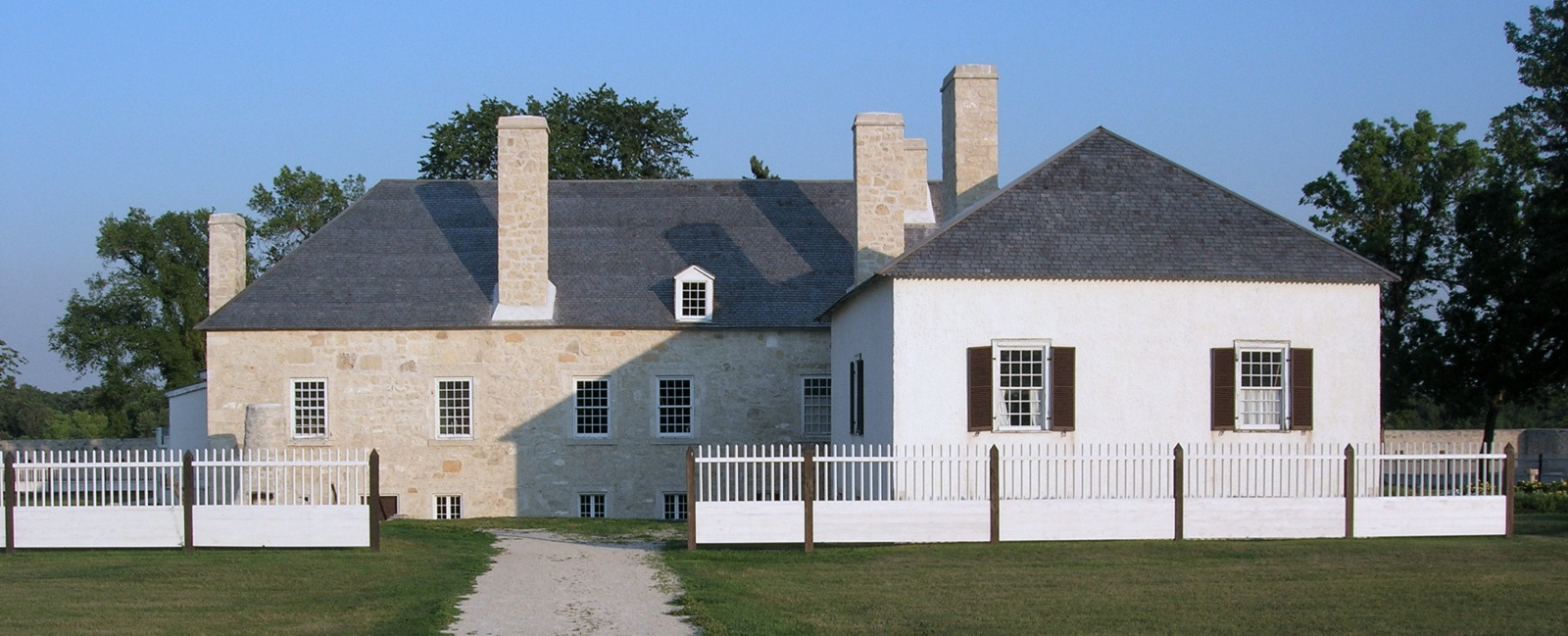
Факторія Нижній Форт-Ґері